# Carta d'identità monegasca
La carta d'identità monegasca (in francese Carte d’identité Monégasque Électronique o CIME) è un documento di riconoscimento del Principato di Monaco, dal marzo 2009 è in uso la nuova carta d'identità elettronica. La carta d'identità è prodotta dall'azienda parigina Oberthur Technologies.

## Storia
Prima del 2002 i cittadini monegaschi non avevano la carta d'identità, che venne istituita solo dal principe Ranieri III con l’Ordonnance Souveraine n° 15.535 del 16 ottobre 2002, in seguito aggiornata con l'Ordonnance n. 2.108 del 19 marzo 2009 del principe Alberto II, fissa la durata a cinque anni e a tre anni per i cittadini con meno di tre anni d'età.

## Come ottenerla
La carta d'identità è rilasciata dal sindaco a qualsiasi monegasco che presenta la richiesta al municipio al Service de l’État Civil - Nationalité.
Le impronte digitali di persone di età inferiore a 13 anni e oltre 75, così come quelle che sono fisicamente incapaci, non vengono raccolte.
Possono rilasciare la carta d'identità il sindaco, il delegato e i funzionari del Service de l’État Civil - Nationalité e qualsiasi altro funzionario del comune scelto dal sindaco. 
Tutte le operazioni che riguardano la carta d'identità sono gratuite.

## Carta d'Identità come documento di viaggio
Paesi dove è possibile entrare mostrando solo la carta d'identità monegasca:  
- Paesi dell'Area Schengen (eccetto Islanda e Svezia)
- Albania
- Andorra [4]
- Bosnia ed Erzegovina
- Croazia
- Fær Øer
- Francia d'oltremare
- Gibilterra
- Kosovo
- Moldavia
- Montenegro
- Montserrat (È possibile l’ingresso con qualsiasi prova di identità, ma per un massimo di 14 giorni)[5]
- Romania
- San Marino